# Melicertum panocto
Melicertum panocto är en nässeldjursart som först beskrevs av Ernst Haeckel 1879.  Melicertum panocto ingår i släktet Melicertum och familjen Melicertidae. Inga underarter finns listade i Catalogue of Life.